# The Ladybirds (groupe danois)
Pour les articles homonymes, voir The Ladybirds.
The Ladybirds (« Les coccinelles » en anglais) était un groupe de musique danois fondé à Copenhague par l'ex-membre de The Strangers connu sous son nom de scène Pierre Beauvais. Les membres du groupe féminin sont devenus célèbres en apparaissant seins nus sur scène, dans le contexte traditionnel naturiste des pays nordiques et pendant l'apogée du mouvement hippie entre 1968 et 1986.

## Composition du groupe
Le quatuor initial se composait de Naomi Frandsen (de son nom de scène Michelle Beauvais, voix), Stine Æbeltoft (Janette, considérée comme la première gogo-dancer danoise à faire des spectacles seins nus), Margit Nellemann Andersen (Sussi, ex-membre du groupe Les Filles, guitare) et Hanne Mattson (ancien membre du groupe Girls Group, batterie).
Quelques mois après la formation du groupe, Hanne Mattson s'en va. Elle était la plus réticente à montrer ses seins en public. Elle est remplacée par Bonni, de son vrai nom Lonni Andersen. Margit Nellemann Andersen s'est quant à elle retirée de la vie artistique en 1970.
Au cours de sa carrière, le groupe a inclus de nombreuses autres membres comme Michelle Deslatte, Pia Thurland, Puk Birgit Petersen, Katja Olsen, Brigitte, Susanne Petersen, Sussie Johannesen, Marianne Hall Frederiksen (du groupe féminin Cheetas), Marianne Ludvigsen... Jusqu'à 150 filles ont participé au groupe d'une manière ou d'une autre.

## Tournées
Le 29 juillet 1968, le groupe se produit dans la Stjernesalen (« salle des stars ») de la ville norvégienne de Bergen. Selon le journal Dagbladet, des policiers étaient présents pour prévenir toutes altercations. Quand le journaliste demande à Michelle Beauvais comment le public norvégien a réagi à la nudité partielle des musiciennes, elle répond que « même les femmes du public semblaient l'accepter ».
Le 7 et 8 septembre, elles présentent un nouveau spectacle, cette fois au Danemark, en première partie du groupe The New Yardbirds, l'ancien nom de Led Zeppelin, qui faisaient leur tournée en Scandinavie. Peu après, elles se produisent cinq fois de suite au Club Fjordvilla à Roskilde.
Au cours des cinq ou six années qui suivirent, le groupe changea de nom, de The Ladybirds Music quartett à The Ladybirds Music Show. Il est de plus en plus connu sur la scène internationale et multiplie les tournées en Europe, comme à la KB-Hallen de Copenhague, l'Olympiahalle de Munich, la Stadthalle de Brême, ou encore à Berlin, Dortmund ou Maastricht.
Alors qu'un concert de The Ladybirds était programmé dans une boîte de nuit de Plymouth au Royaume-Uni en décembre 1968, deux conseillers municipaux ont organisé au préalable une réunion publique pour protester contre ce qu'ils considéraient une atteinte à la pudeur et tenter — sans succès — d'interdir le spectacle.
Elles ont joué pour la dernière fois à Chypre en 1986.

## Galerie
Photographies prises lors du concert à Bergen le 29 juillet 1968.

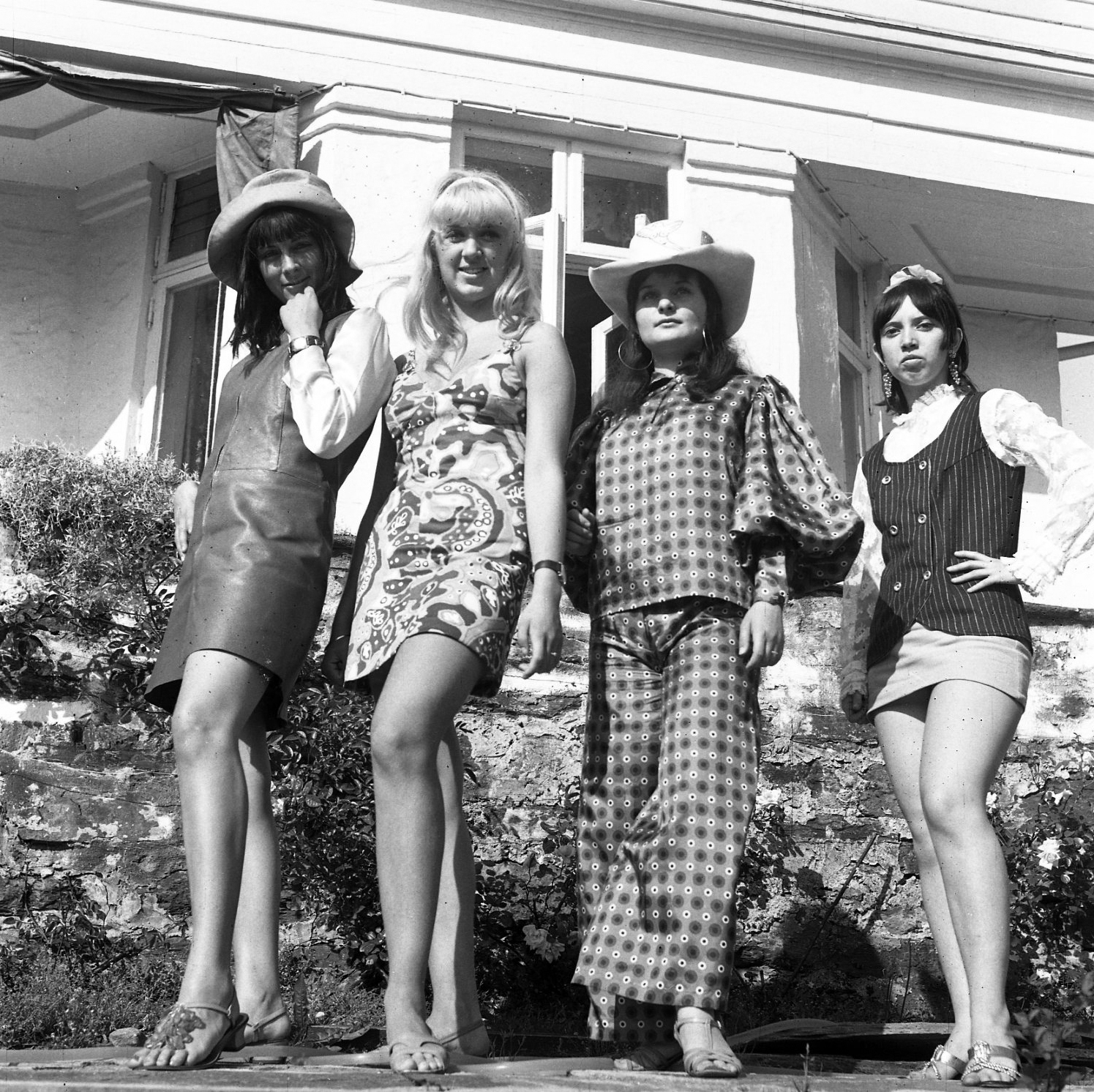
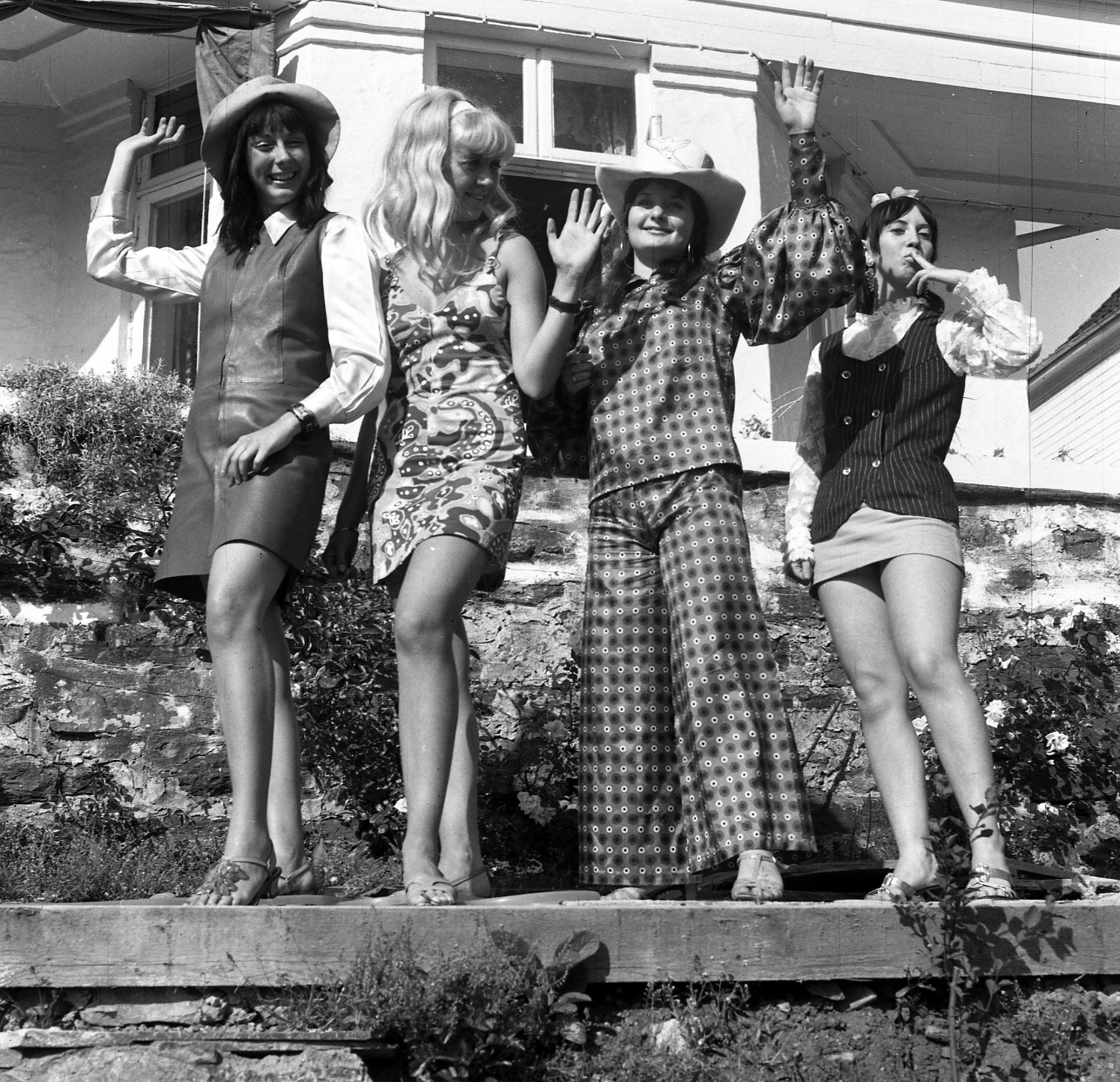
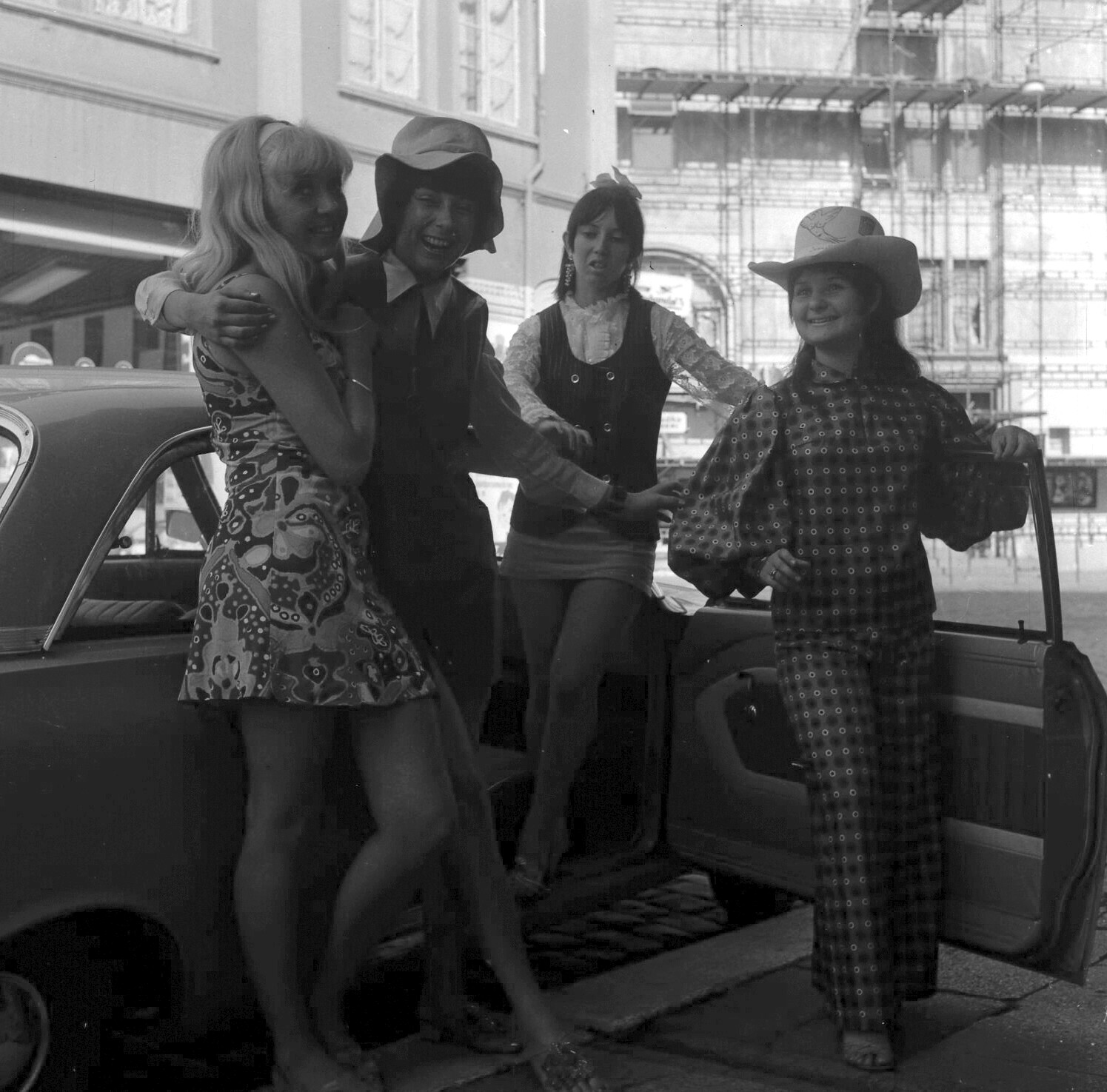
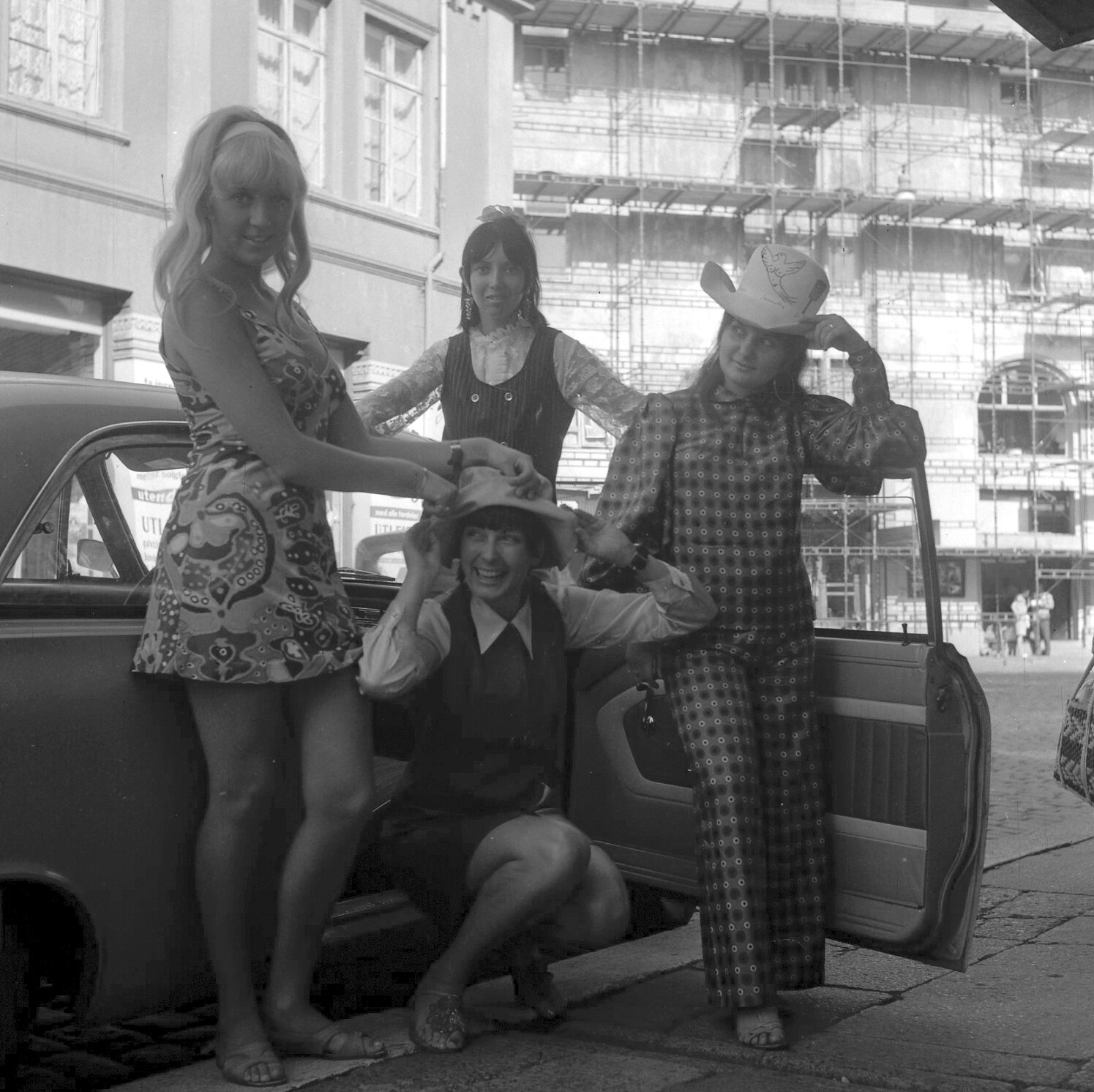
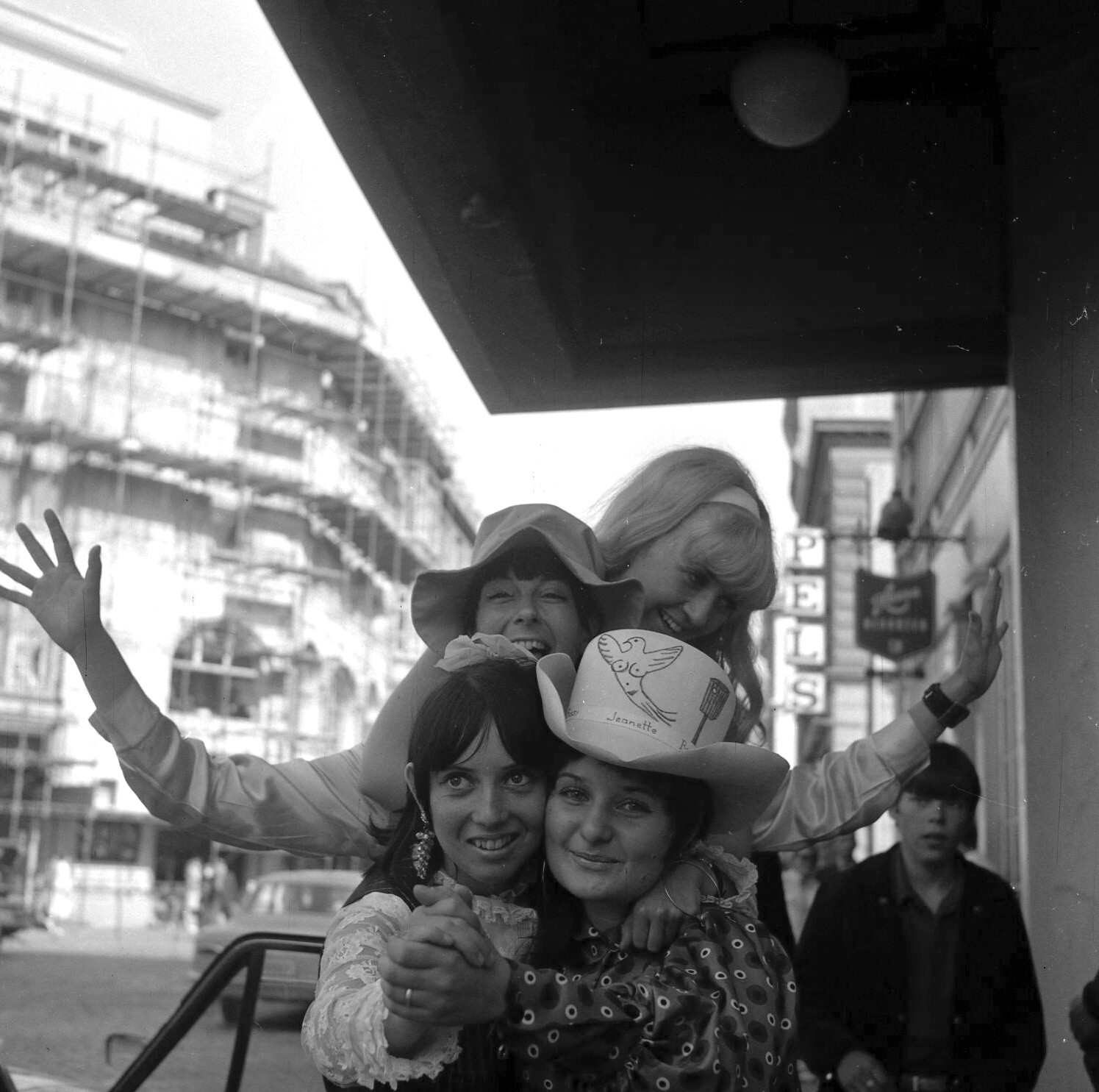
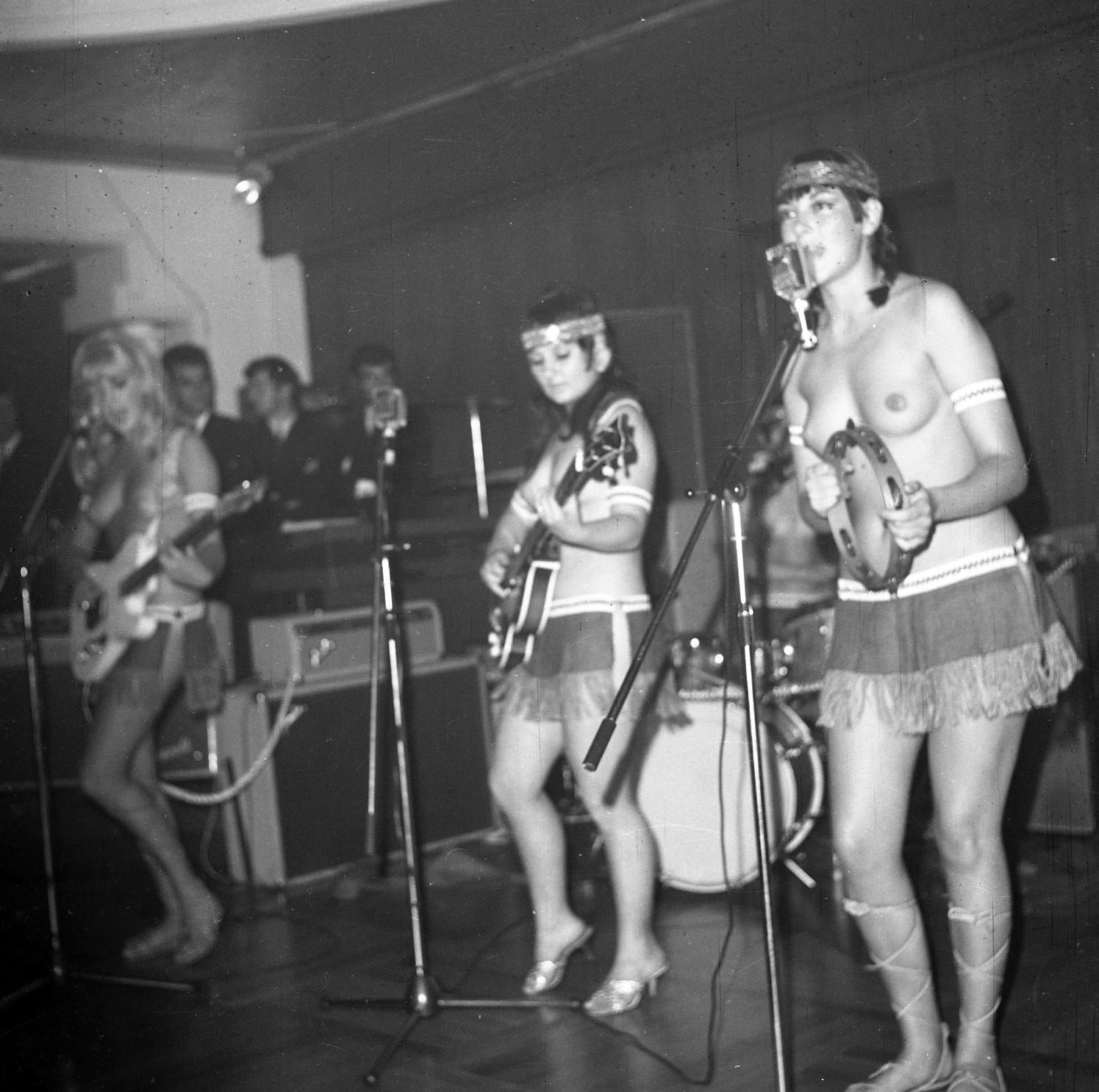
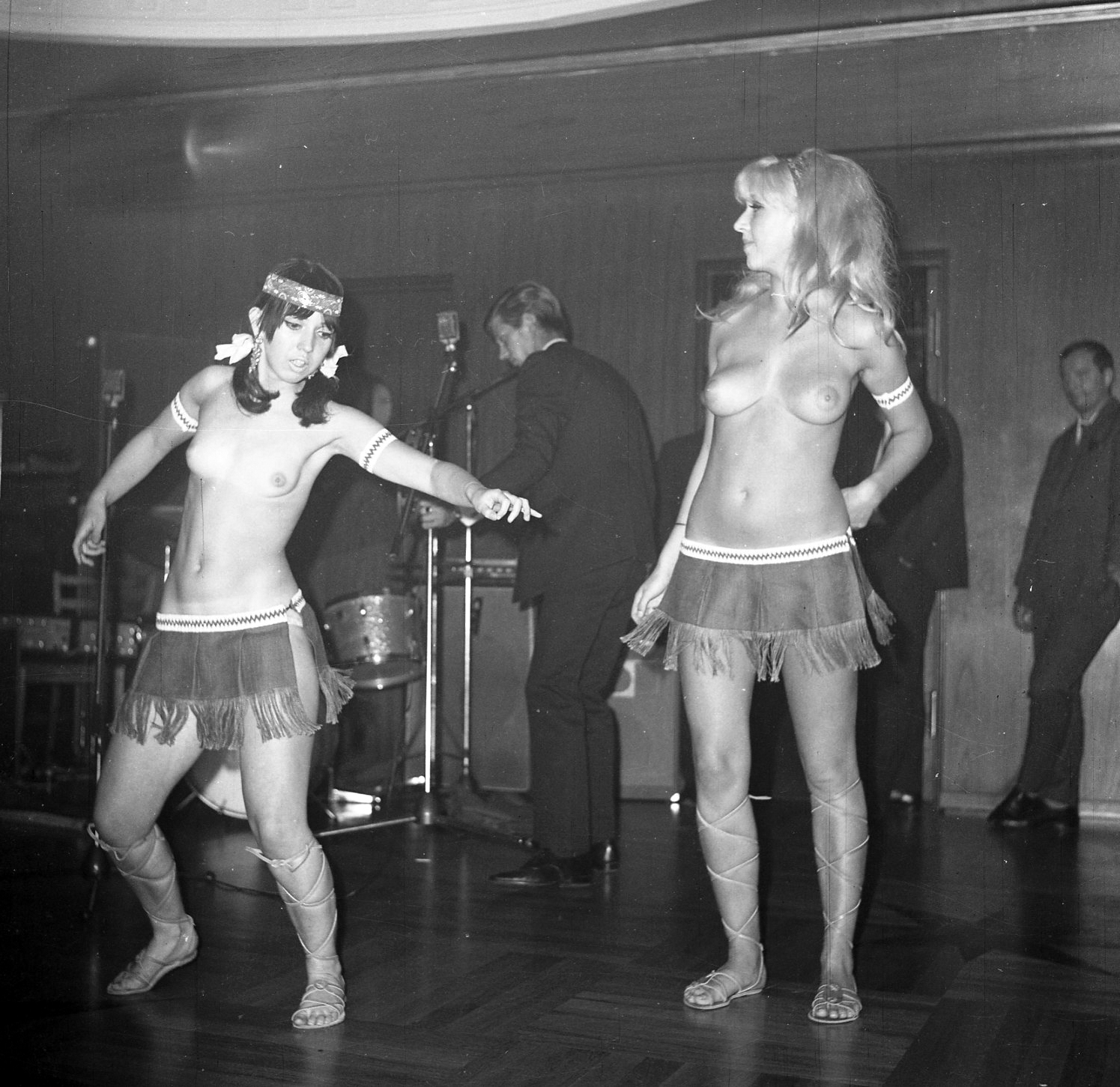
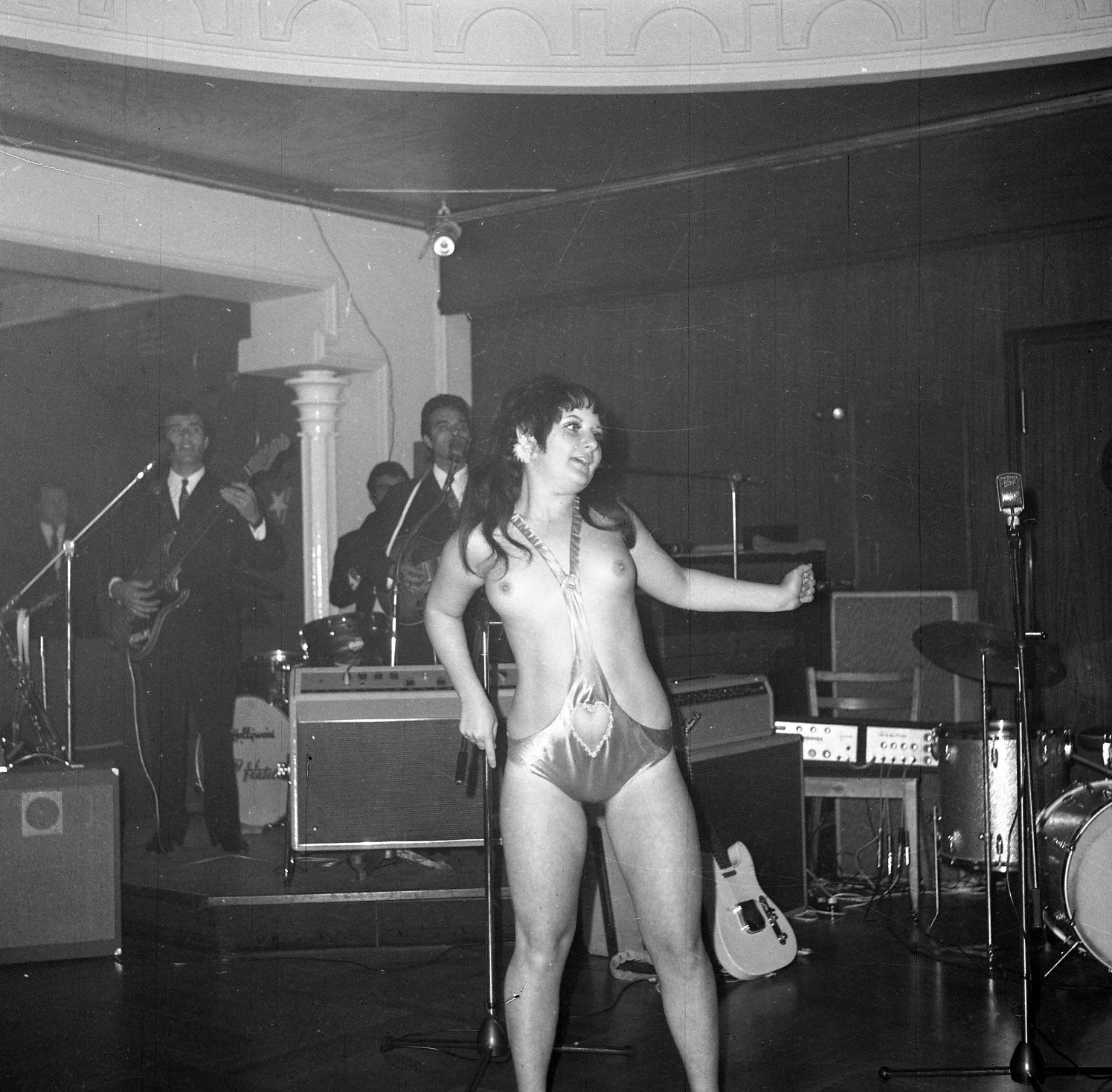
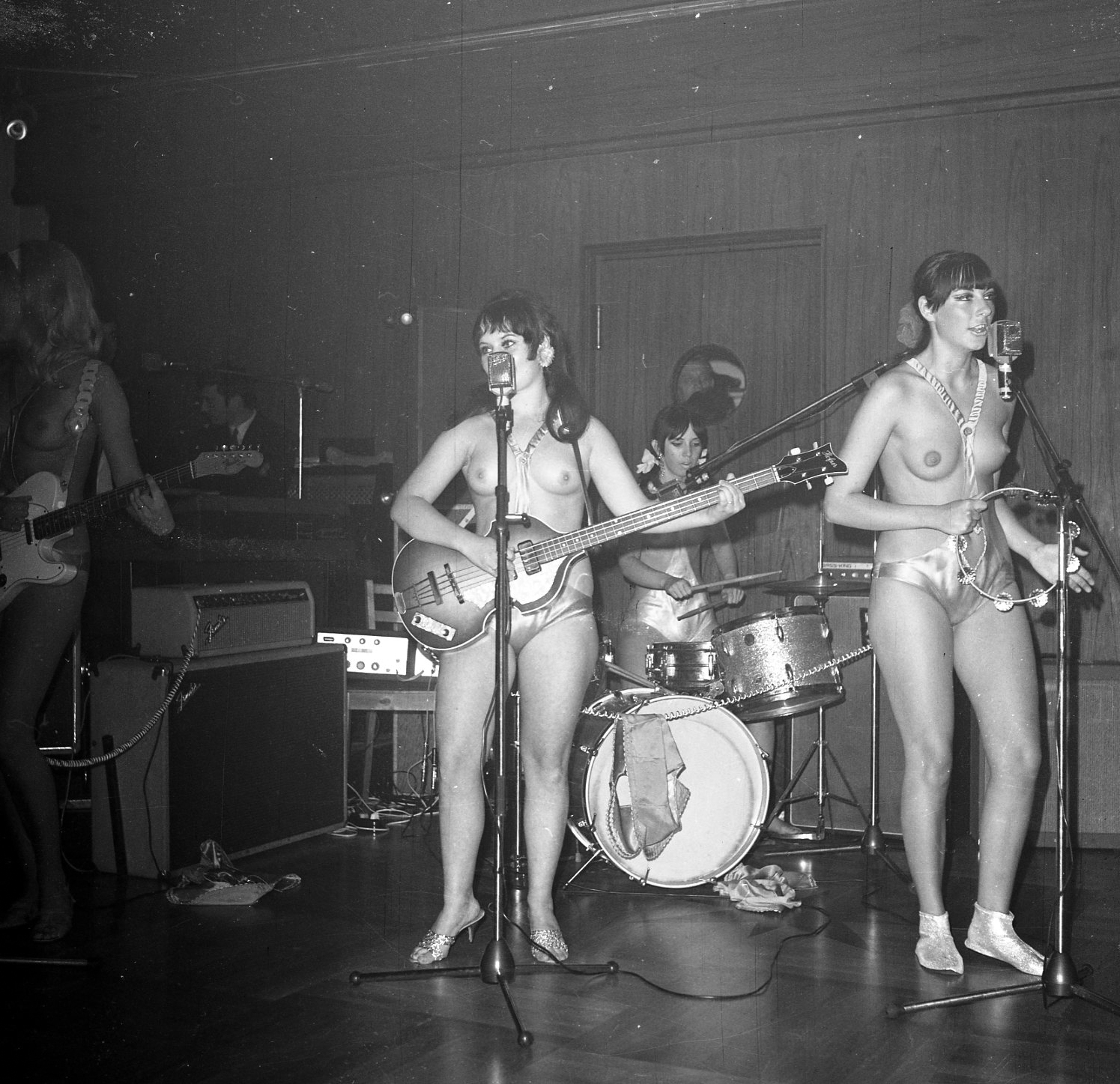
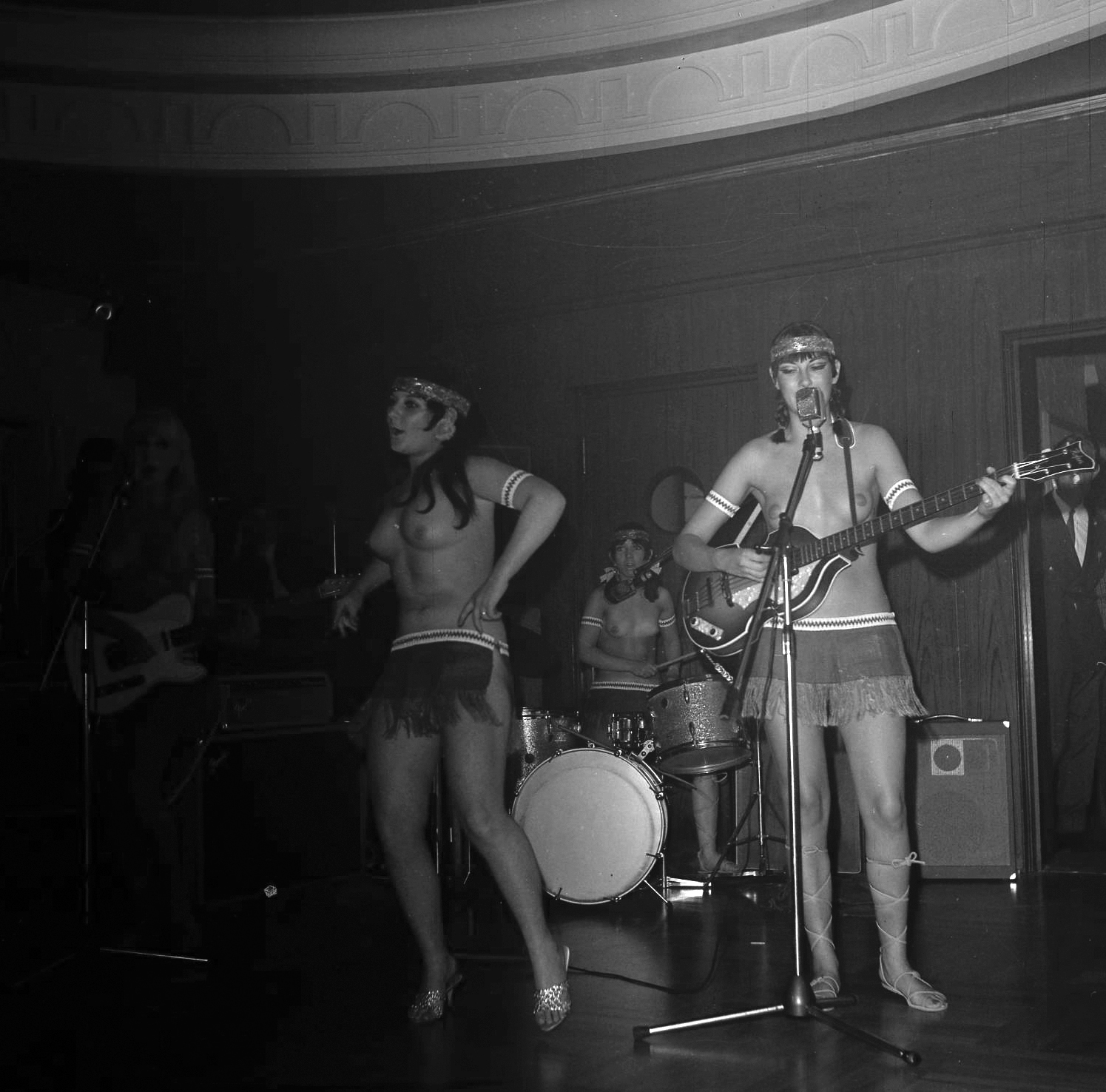
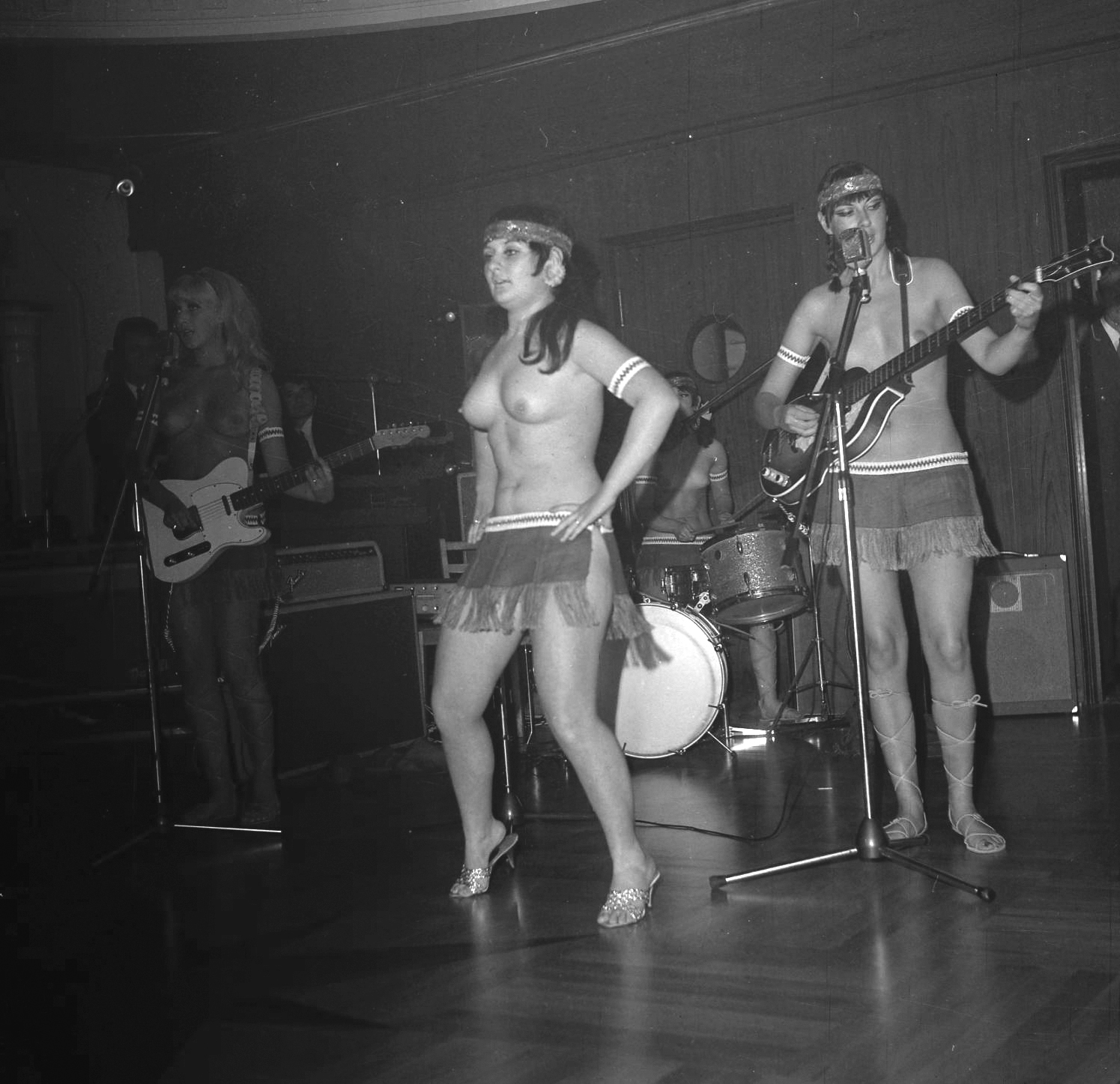
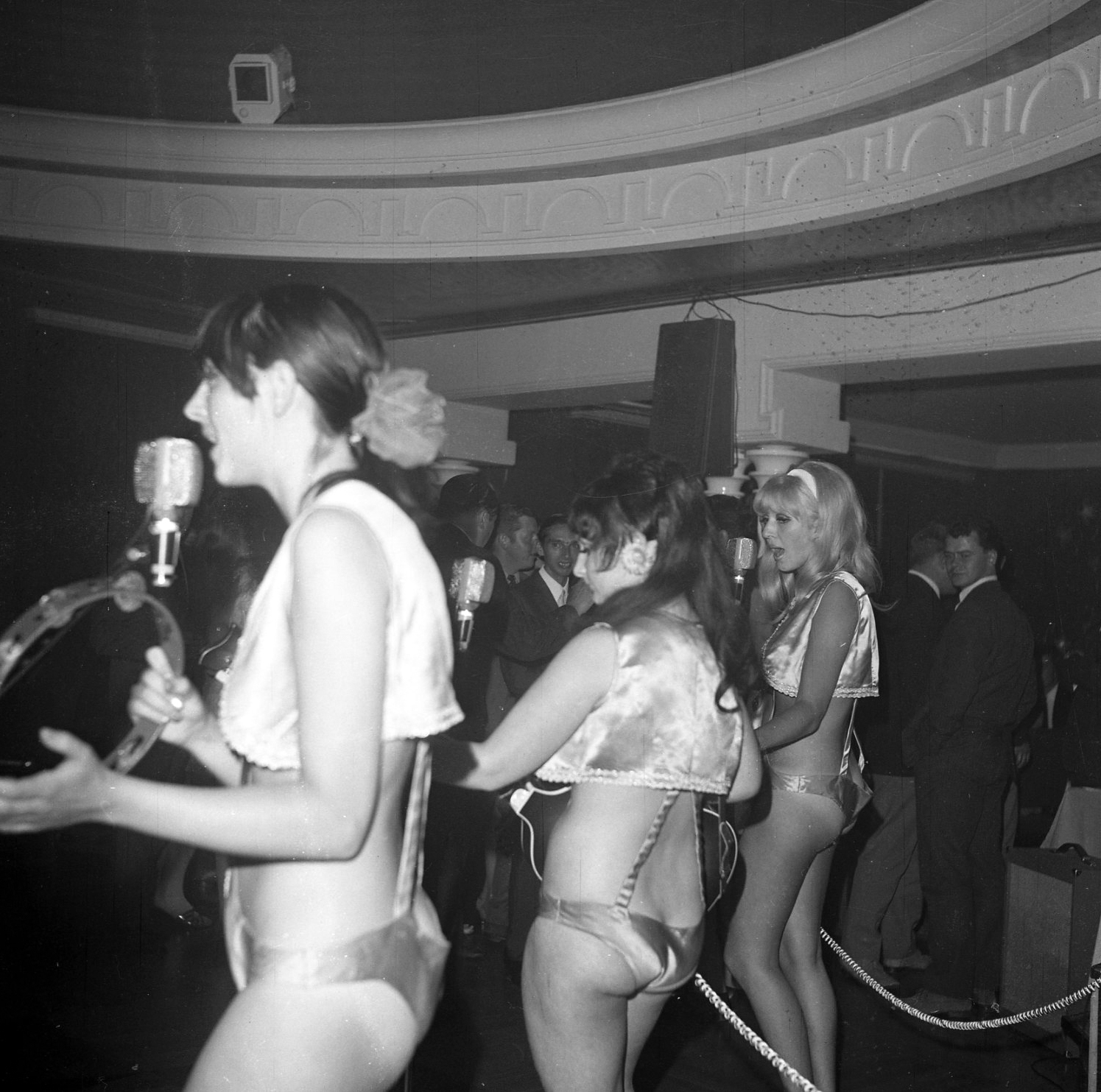
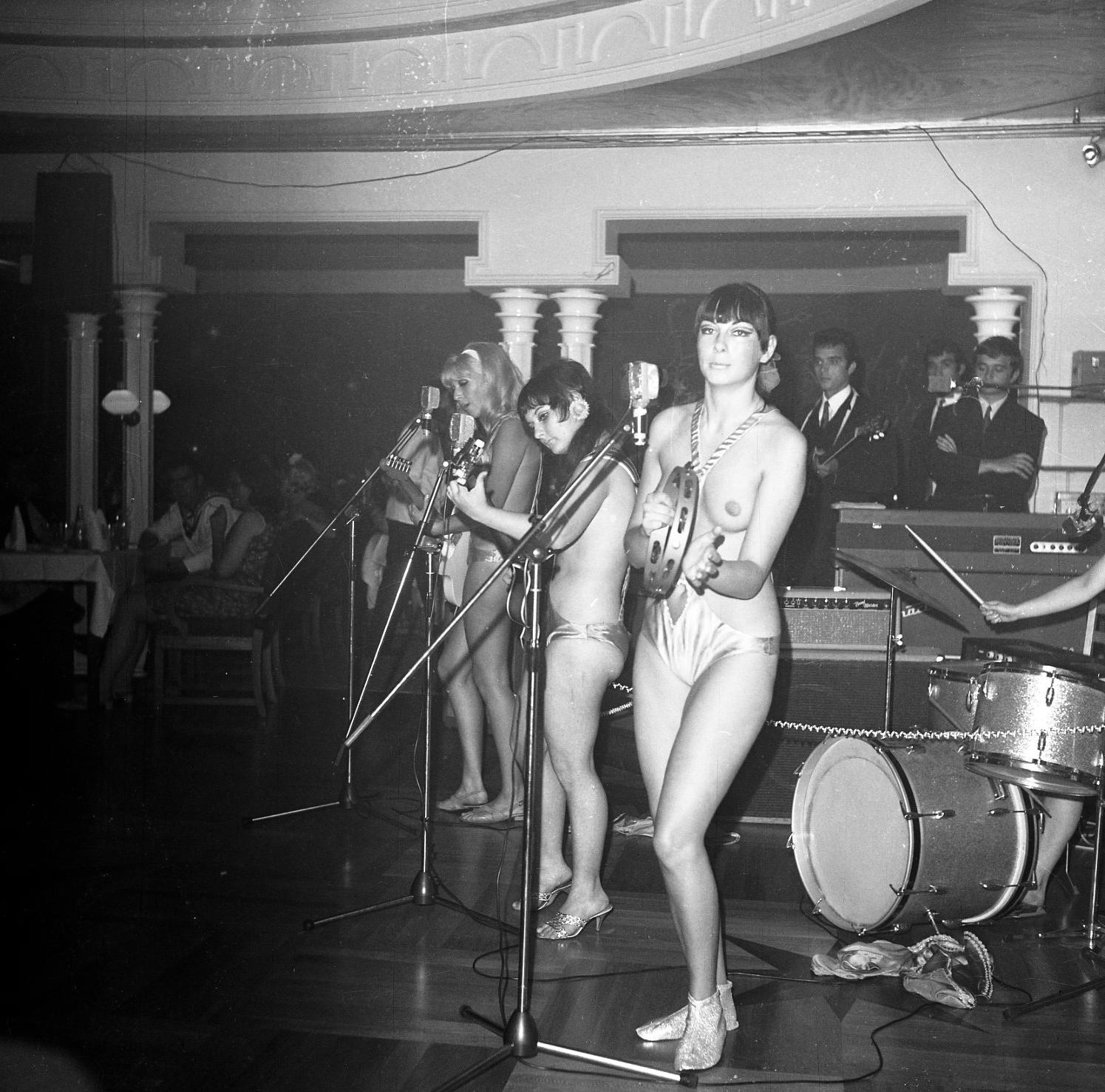
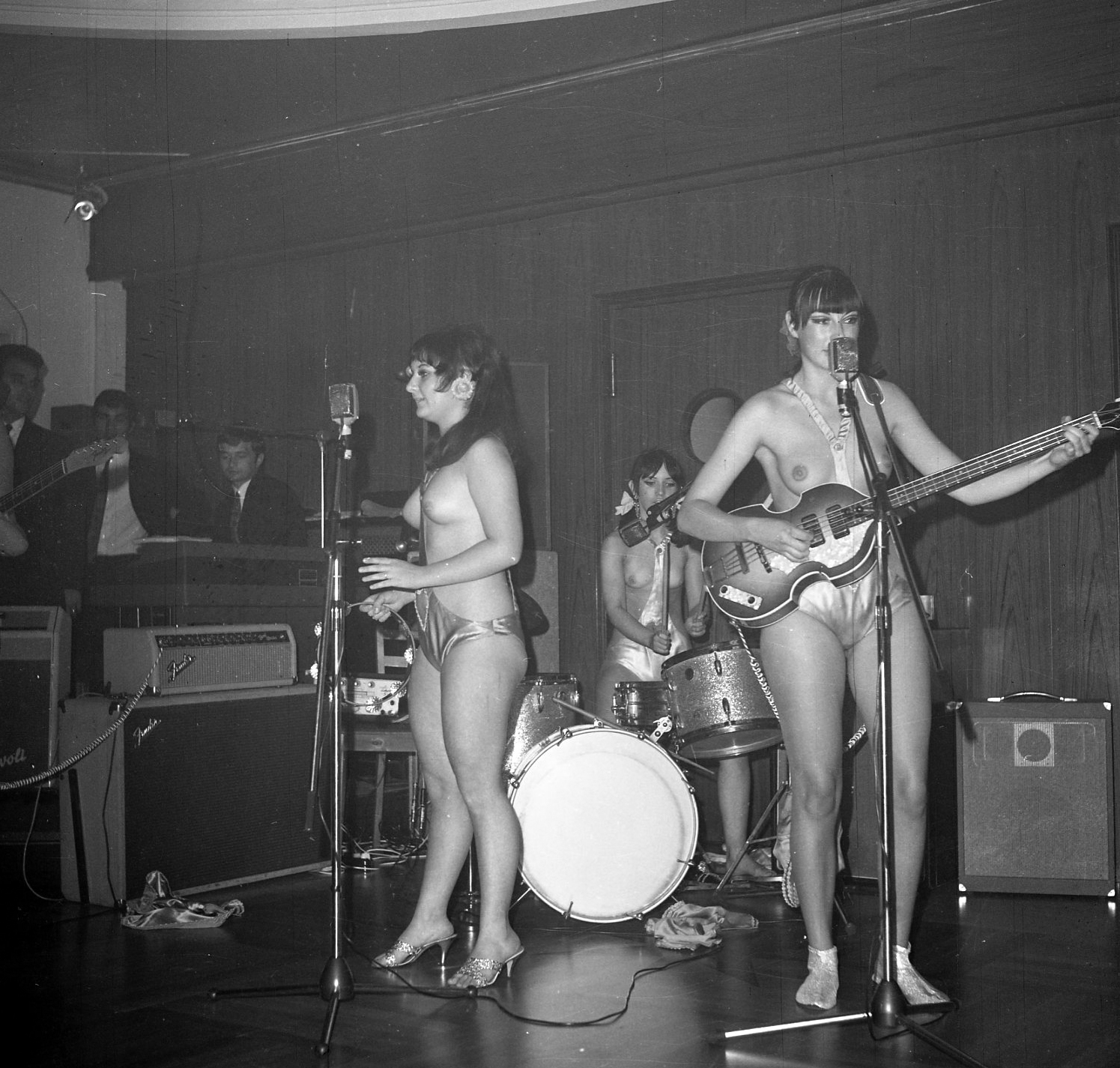
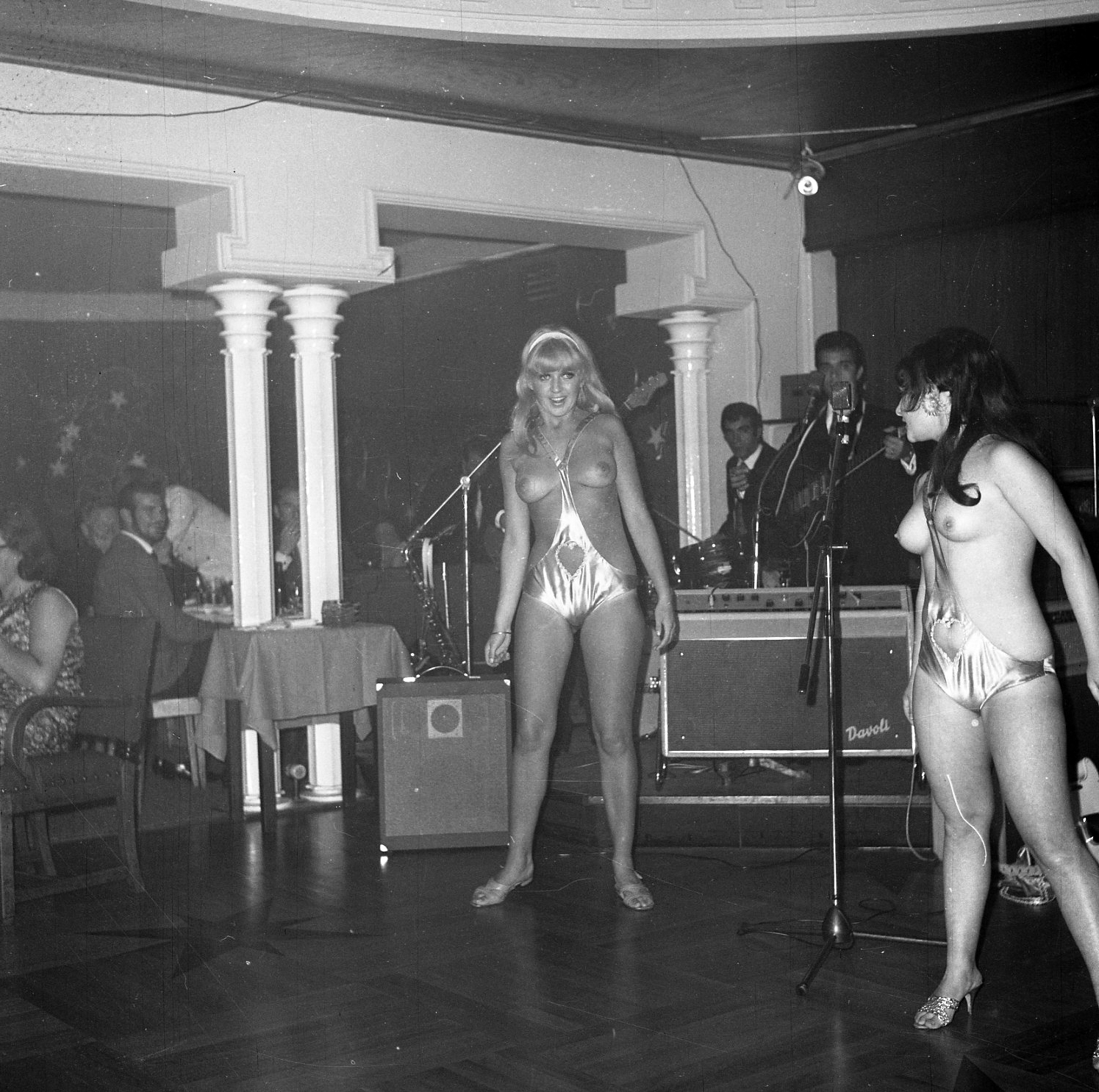
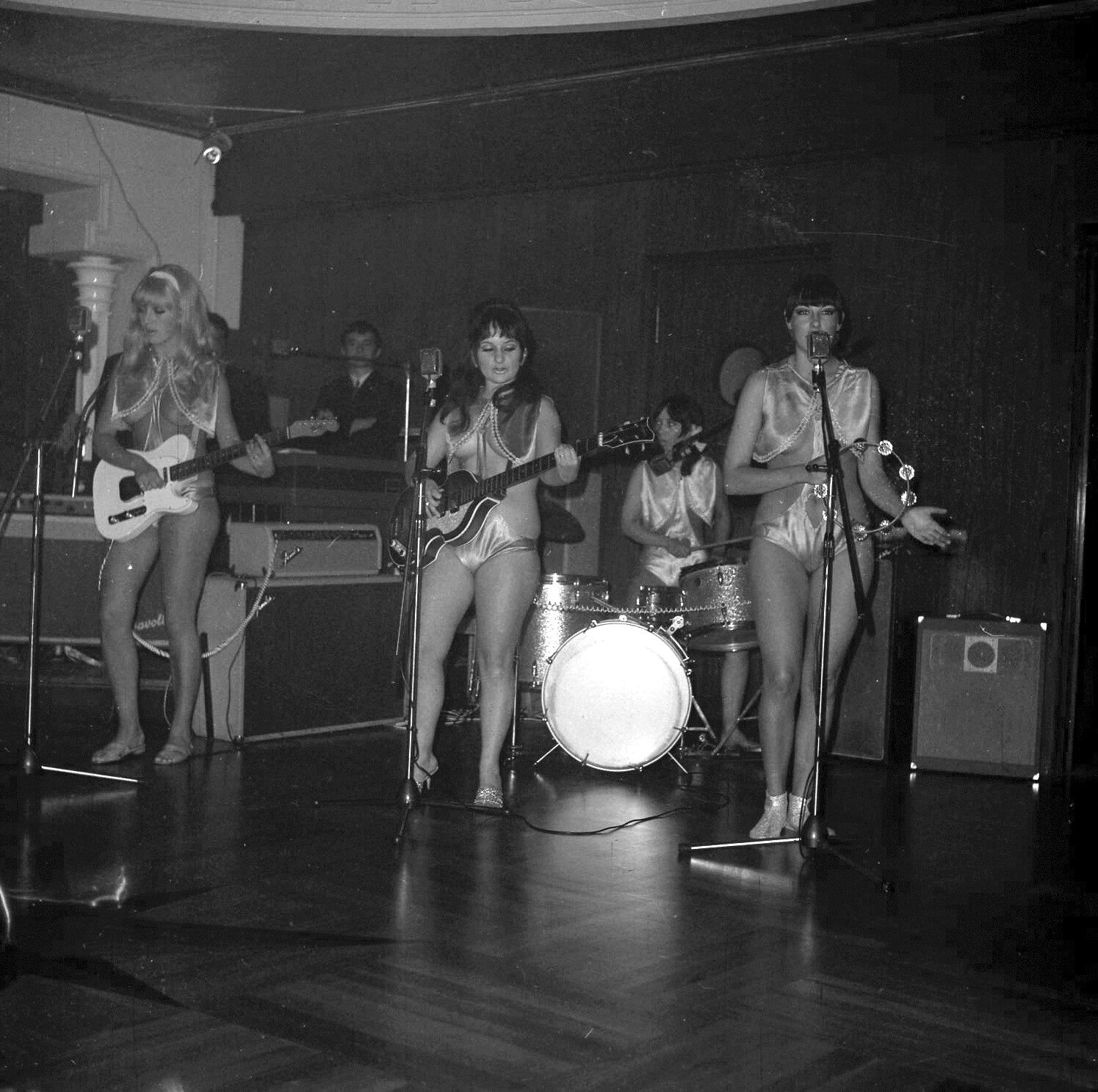
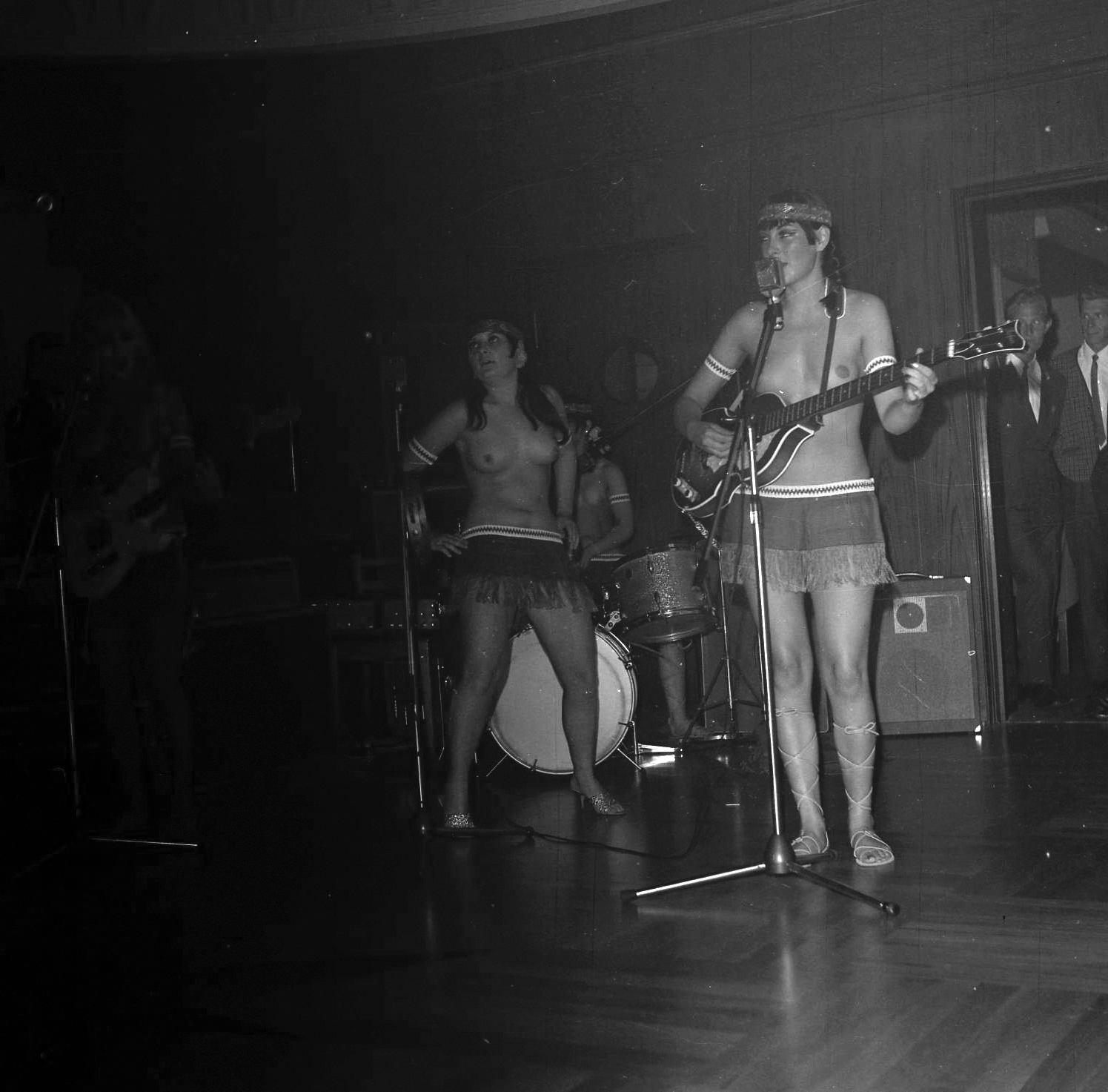
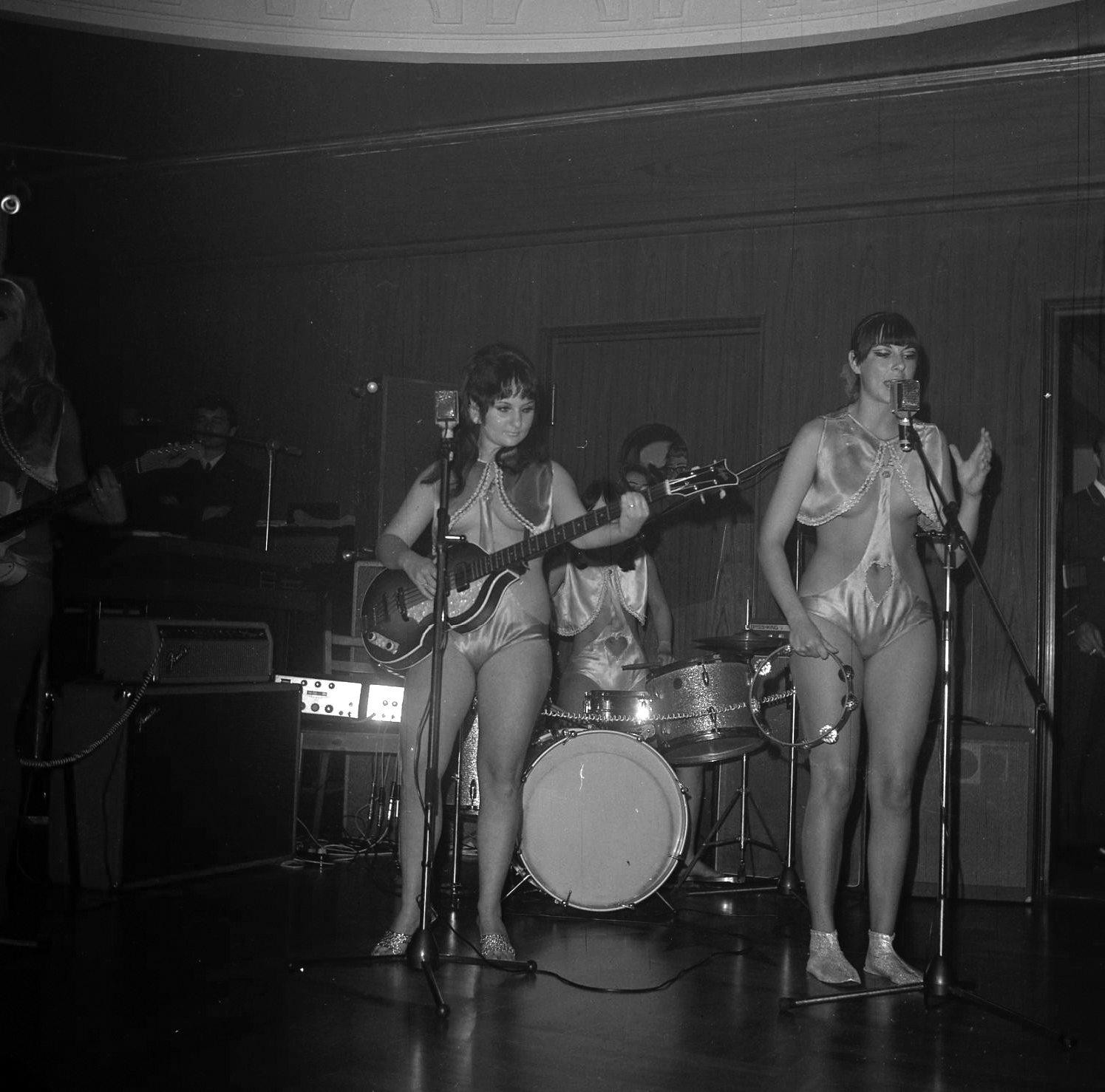
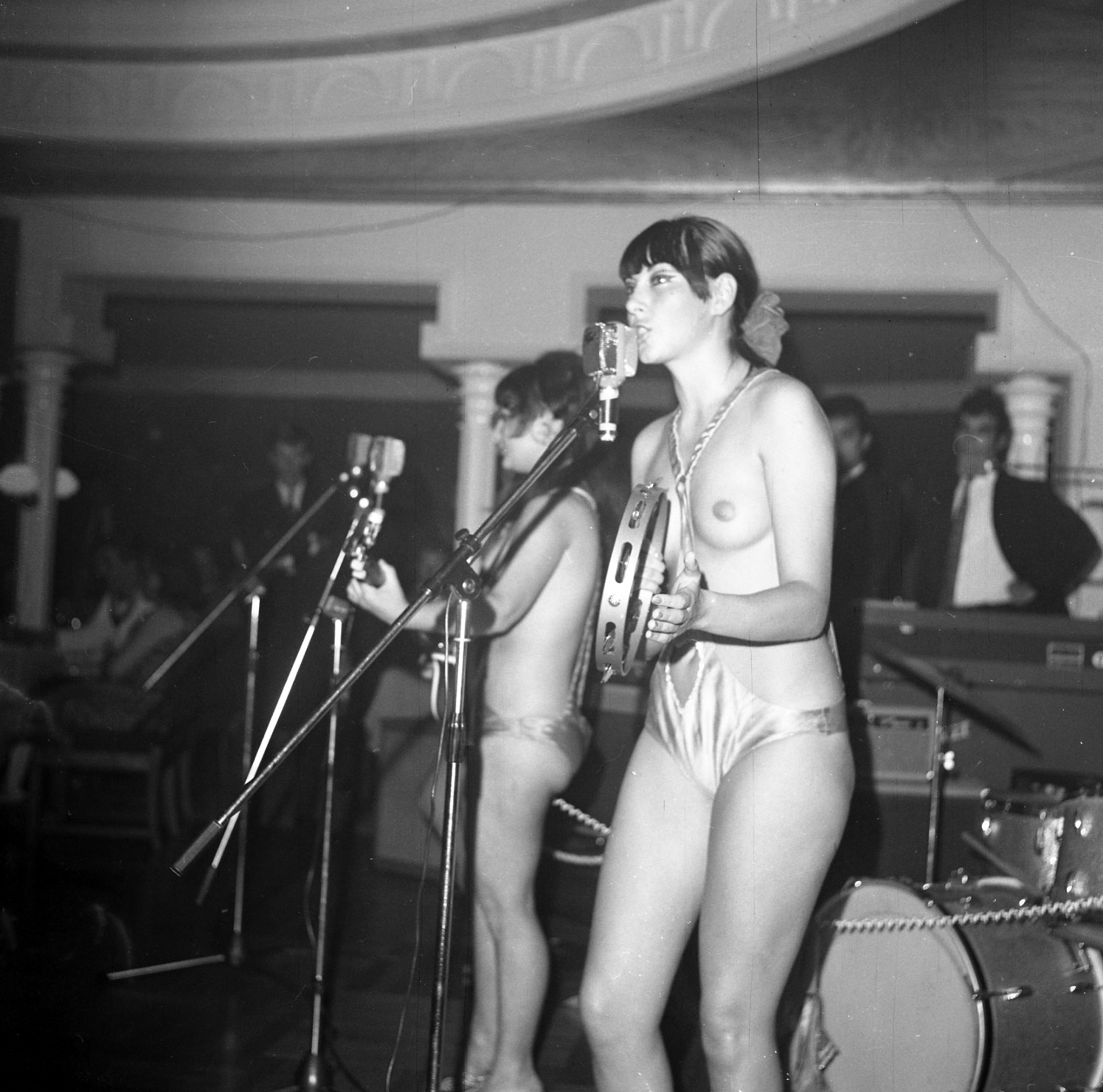
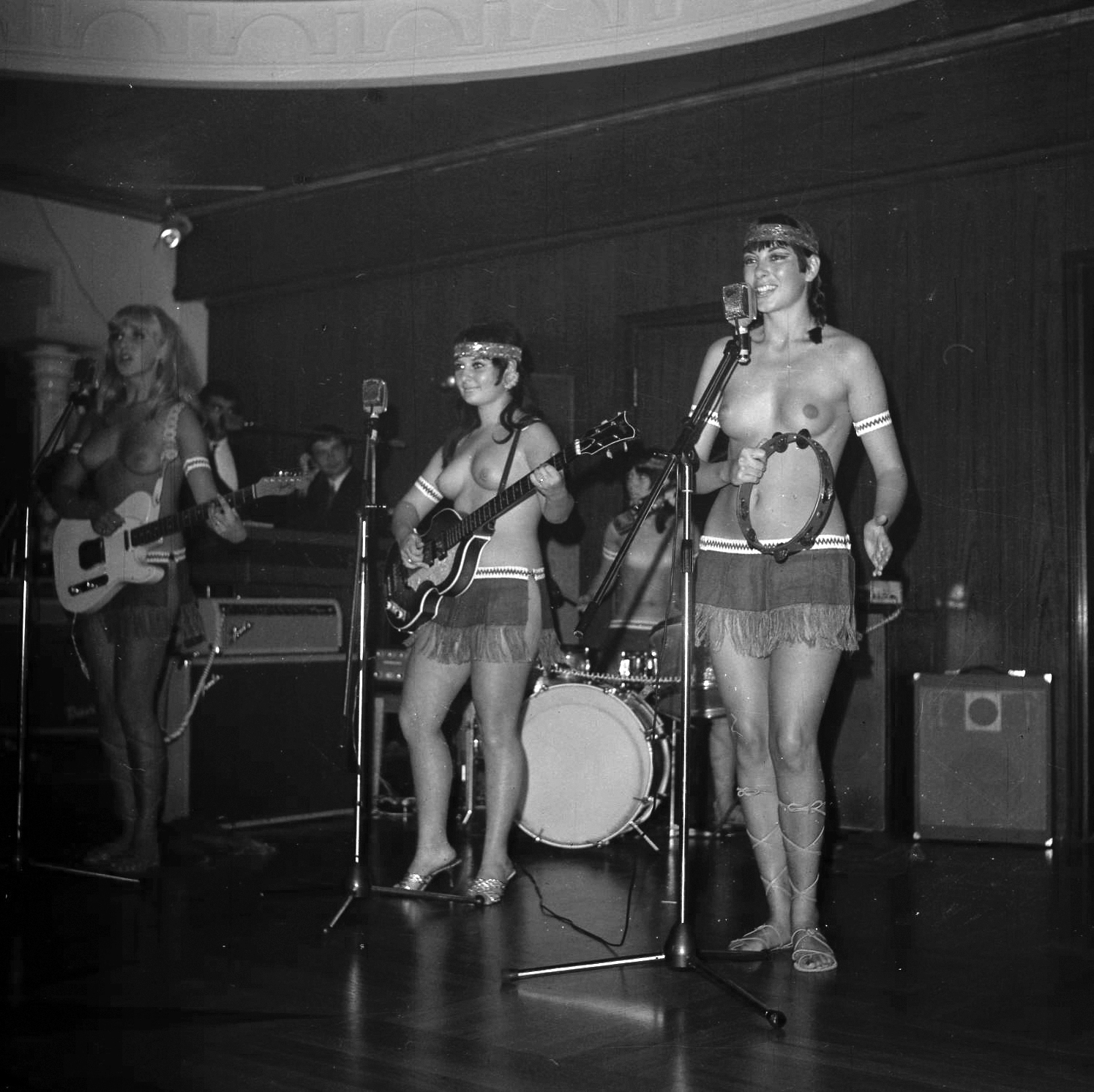
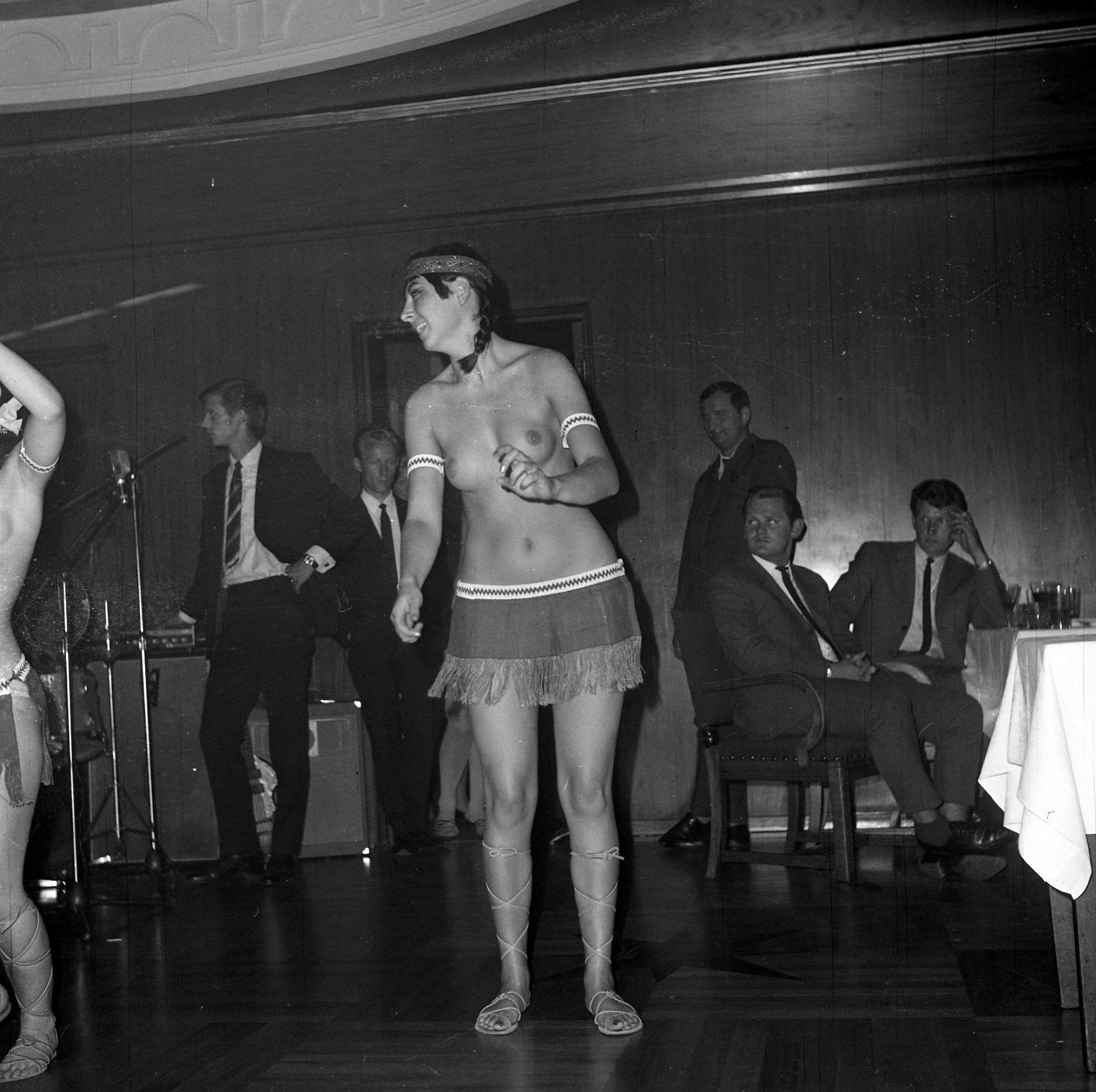
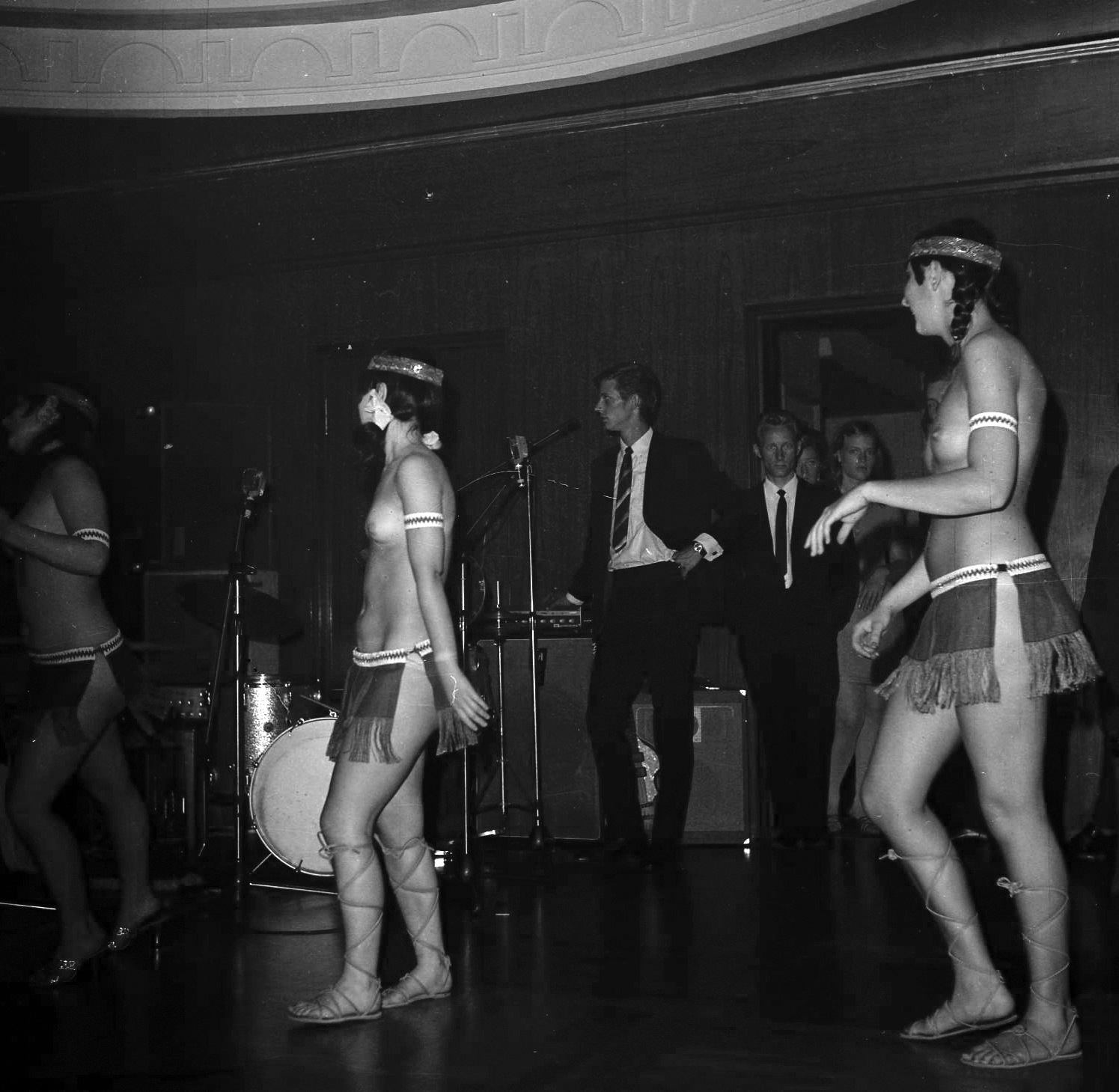
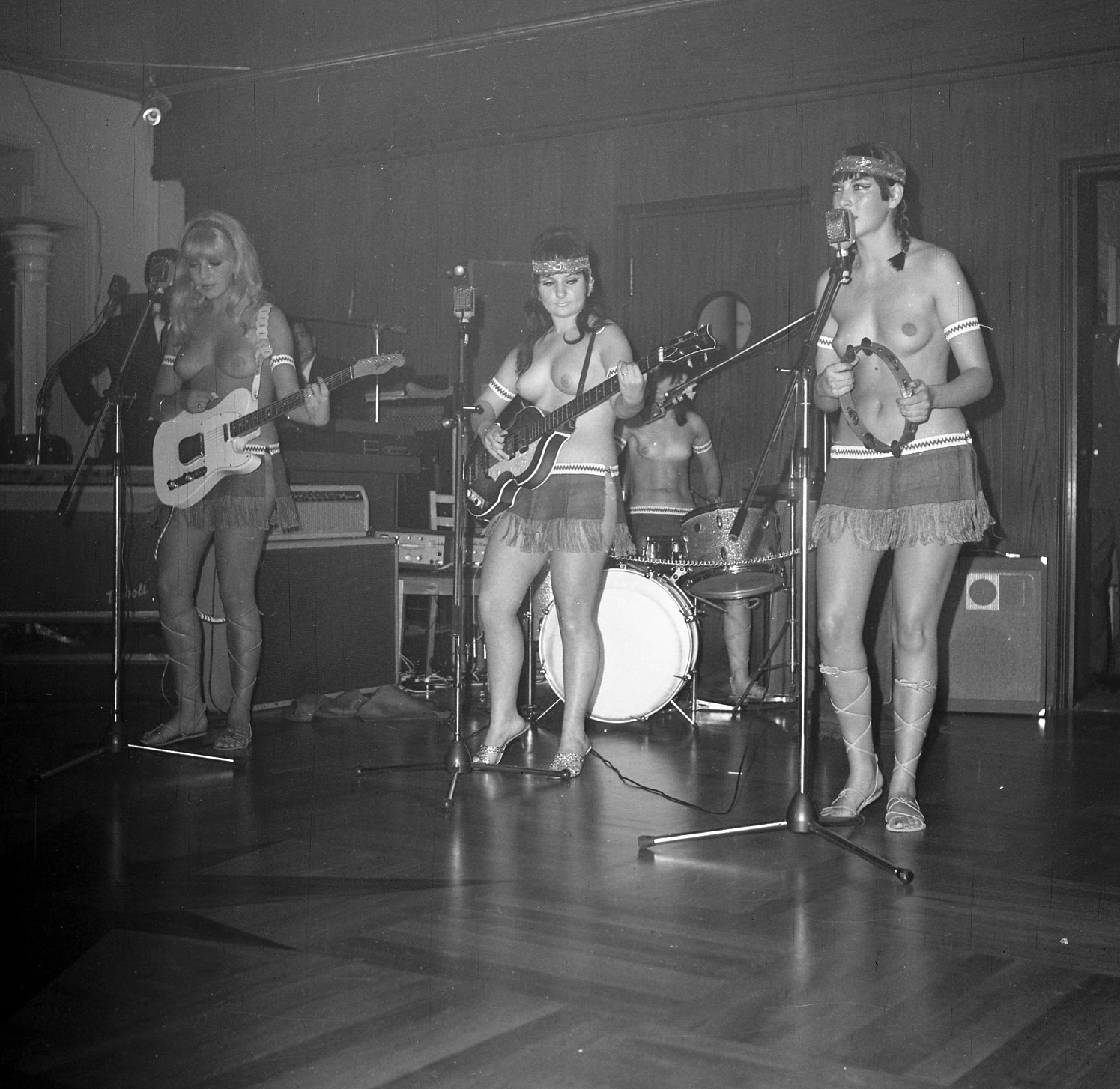
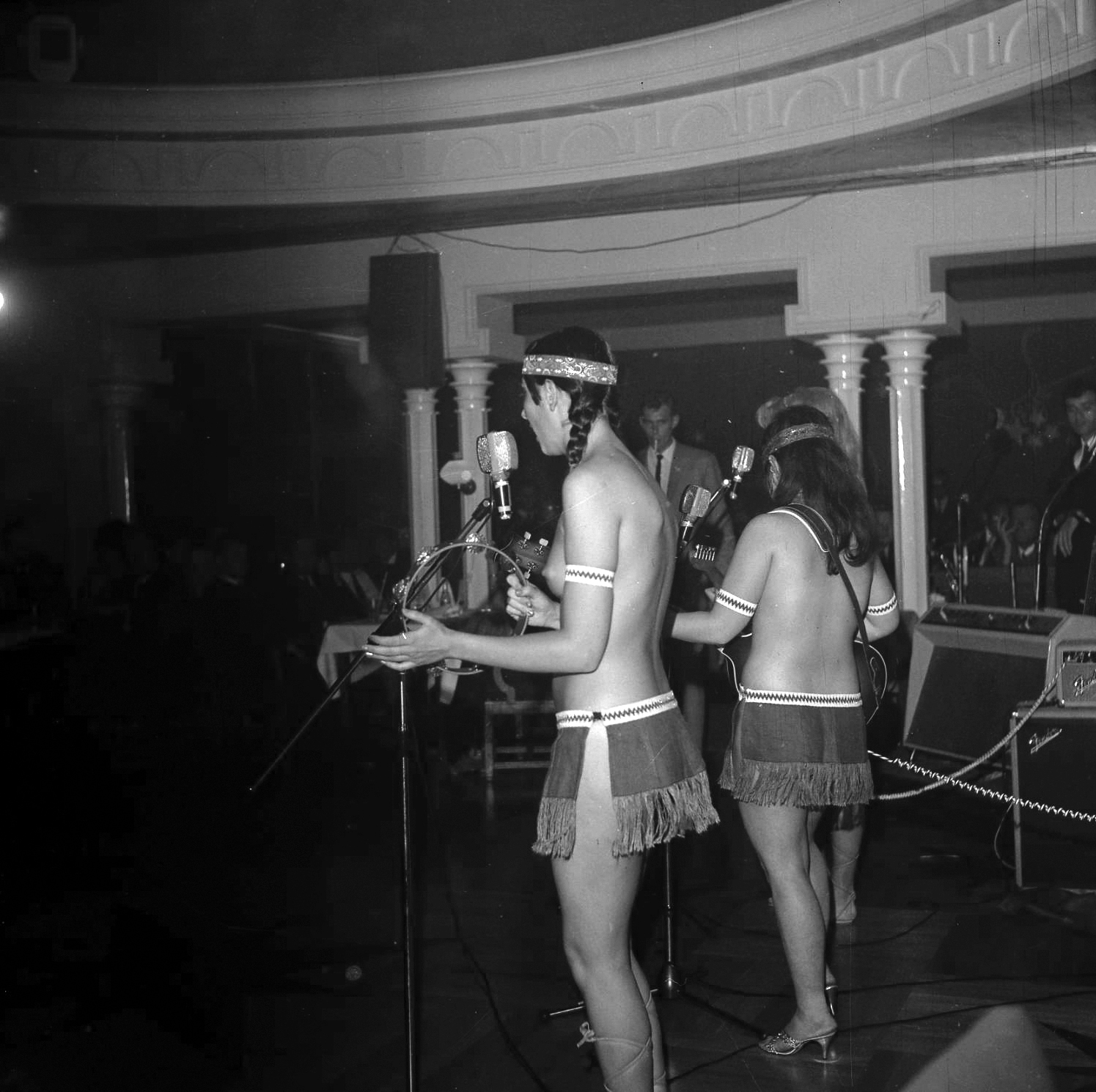
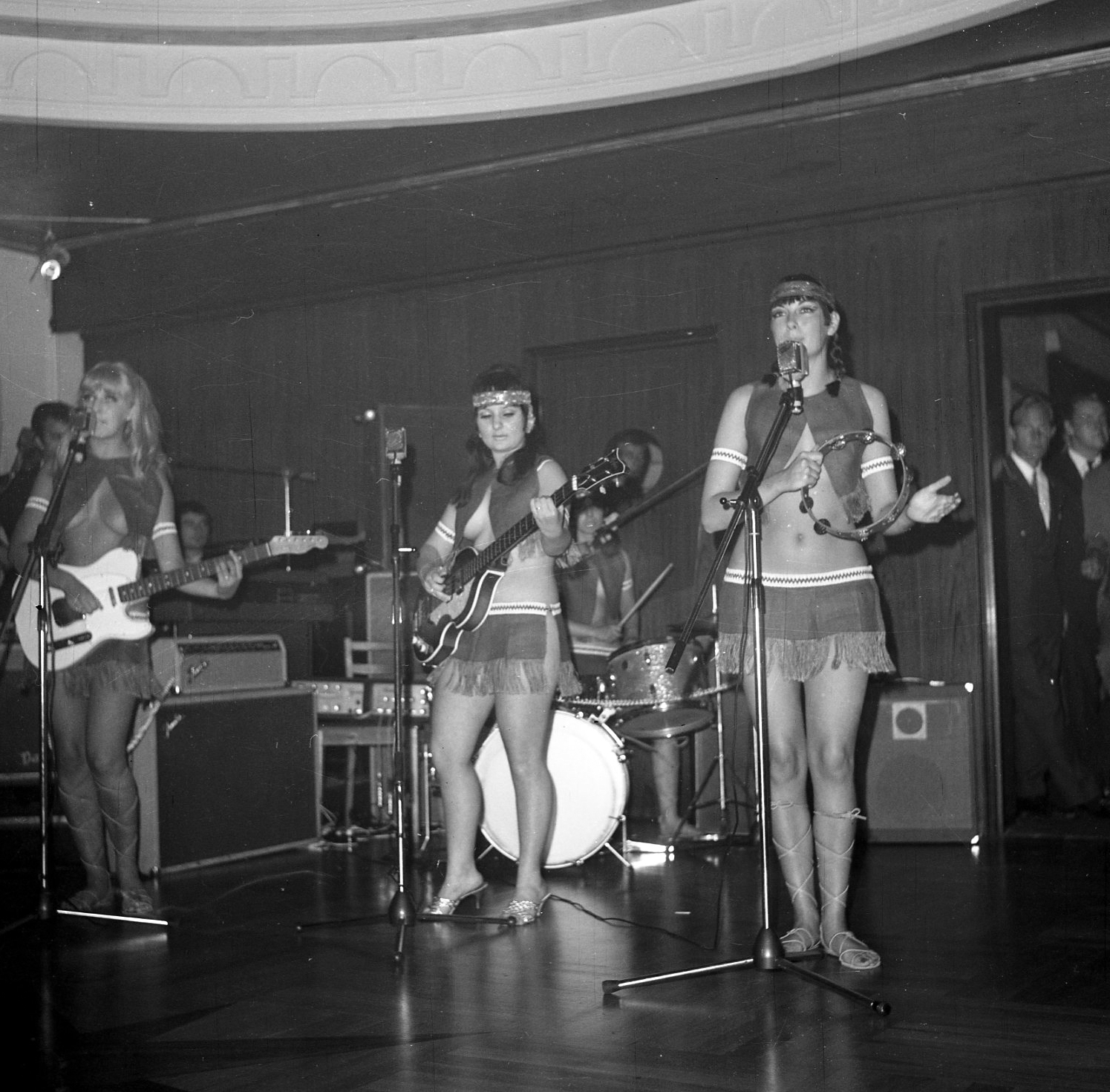
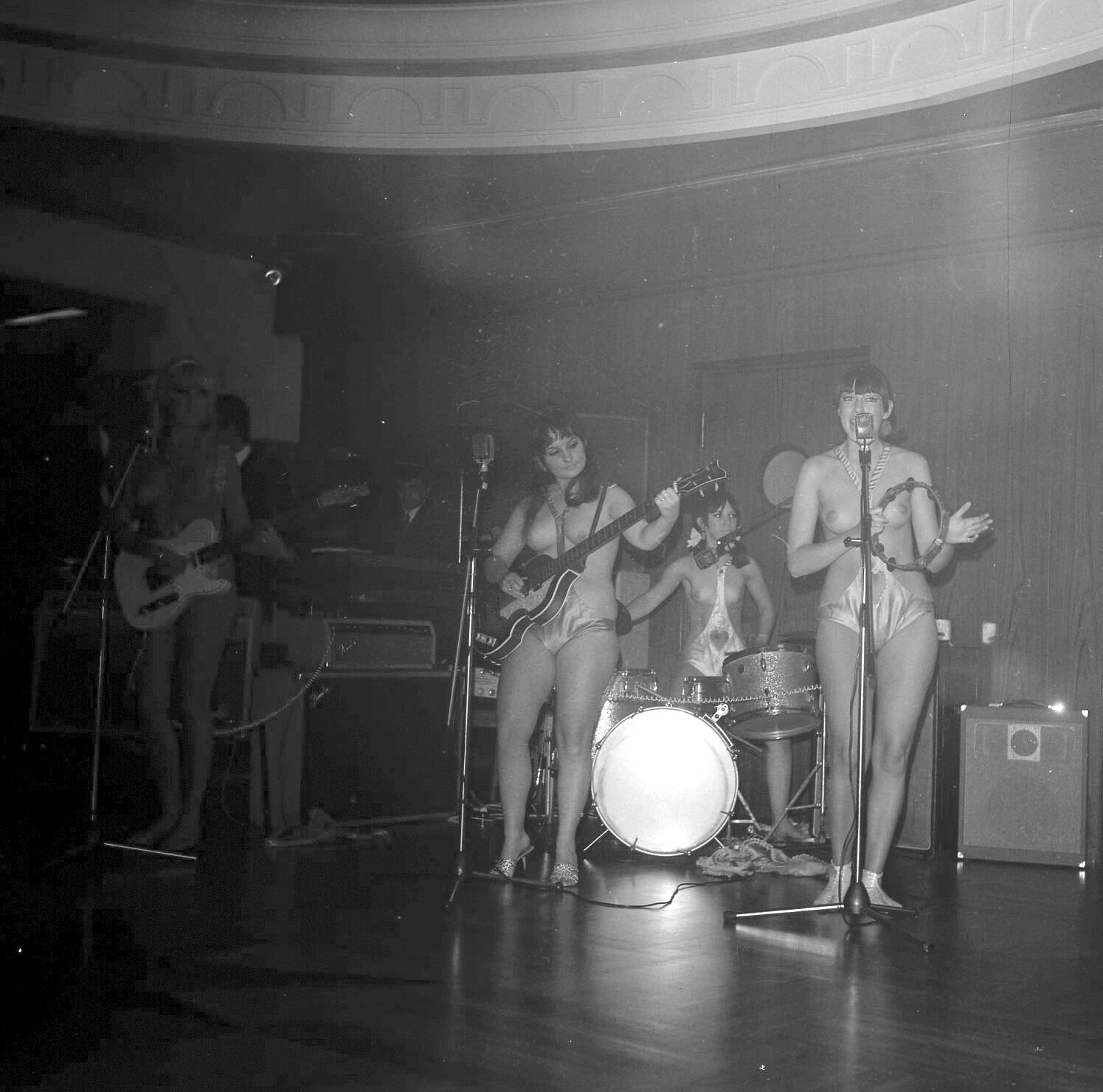